# 肿瘤抑制基因
肿瘤抑制基因（英語：tumor suppressor gene），或称抑瘤基因，是一类抑制细胞过度生长、增殖从而遏制肿瘤形成的基因。抑癌基因是从1980年代发现的一组基因，它们的发现是癌症和细胞生命研究过程中的重要里程碑。正常细胞的癌变是个复杂的、受到多种因素控制的多阶段演变过程。肿瘤抑制基因能够在多个环节上保护正常细胞的平穩運作，使其免于最终癌变。
然而受到内外界因素的影响，這些基因可能产生损伤，使得此基因发生突变或丢失时，细胞分裂等过程的正常抑制就被解除，若细胞DNA修复和备用机制都未能发挥作用，就可能导致正常的细胞转变成为失控的癌细胞。此外，遗传变异和非遗传性的改变（如DNA甲基化），导致基因的正常表达和功能丢失，并产生生理信号转导系统异常。
严格地说，癌通常仅指来源于表皮和内皮的肿瘤，但肿瘤抑制基因（或抑瘤基因）则包括了抑癌基因在内的所有与肿瘤抑制相关的基因。在发现的初期，肿瘤抑制基因也被称为抑癌基因（antioncogene）、抗癌基因、隐性癌基因，意即对抗癌基因的基因。后来发现这类基因的抑制作用可独立于癌基因之外，且不属于显性基因，这一名词已渐少用。

## 历史
肿瘤抑制基因的概念来源于早期的鼠细胞间（1969年）和人细胞间（1976年）的杂交实验。动物实验结果证明，肿瘤细胞内的遗传物质变异或损失，可被其他细胞的遗传物质修补或替代，并使肿瘤细胞的致癌特性丢失或延缓。这些开拓性的研究证明，肿瘤细胞内丢失了可抑制肿瘤生长的染色体或DNA。应用视网膜母细胞瘤（Rb）作为研究的对像，Knudson（1971年）进一步完善了这一类基因的理论，指出只有一个基因的两个等位基因位点均受到变异或损伤时，基因的正常表达和功能才完全丢失。相对于导致癌基因病变的“一次性突变”学说，需要两次打击，才能使抑癌基因失活。因此，抑癌基因也属于隐性基因。

## 分类
人类第一个被发现的抑癌基因是Rb1基因（1984年），其为正常细胞增殖过程中的重要调控因子，它编码的蛋白在细胞周期的调控点上起控制周期进程的作用。随后，原被认为是癌基因的p53基因野生型被证实为抑癌基因，它参与细胞癌变的多个环节，和人类大部分癌症的发生有密切关系。此后，科学界证实了抑癌基因的一个等位基因位点的变异也可产生类似癌基因的致病作用，这是对经典的抑癌基因“两次突变学说”的补充。后来发现非遗传性的改变（如甲基化）也是抑癌基因失常导致癌变的主要环节，研究最广泛的这类基因是p16 。

## 分离和鉴定
类似于癌基因的研究，抑癌基因的分离和鉴定也相当困难，进程缓慢。绝大多数的抑癌基因，如Rb1，APC和p16,是从单基因控制的遗传性（家族性）肿瘤综合症病例中发现的。这些研究通常需要相对完整的家族史和长达数十年，甚至百年的累积病例记录。但人类90%以上的肿瘤属于散发性，即该类肿瘤的发生由多种基因和环境因素共同控制的。按照“两次突变学说”，对此类肿瘤的研究，则不得不依赖耗时费力的DNA缺失和染色体定位研究。由于病人染色体上存在着大量的非特异性改变和与肿瘤无关的随机性丢失，精确的抑癌基因染色体或遗传定位是分离这些相关基因的先决条件。但对于那些由于非遗传性的改变而失去功能的抑癌基因，从肿瘤标本中直接检测DNA或染色体缺失，进而寻找它们的位置，收效甚微。因此，在动物体内验证相关基因存在的功能性或替代性实验常为确定抑癌基因的最关键证据。
随着人类基因组计划DNA测序工程的完成和电脑信息技术的应用，抑癌基因的分离和鉴定工作近年来明显加快。截止2011年，已被证实，或正在被验证的抑癌基因已超过百个。随着研究的不断深入，现已明确抑癌基因几乎涉及到细胞生命活动的所有领域。这些基因除为细胞周期（cell cycle）增殖过程中的重要调控因子外，也参与多个生理信号的传导（signaling transduction），控制肿瘤的转移和血管生成及DNA的损伤和修复等。最新的研究也表明，抑癌基因也参与干细胞和癌症干细胞的扩增，分化调控过程。

## “广东瘤”的研究
大多数抑癌基因都是在发达国家常见的肿瘤中得到验证的，这些肿瘤包括肺癌，肠癌，乳腺癌等。散发性肿瘤的发生和遗传，环境等多种因素有关。抑癌基因的改变方式在华裔人群发生的肿瘤中有所不同，最有代表性的华人肿瘤为鼻咽癌，俗称"广东瘤"。此病在其它地区罕见，在华南等地区高发。早已所知，鼻咽癌病因与遗传有明显的关系，但此肿瘤的易感基因研究滞后于其它常见肿瘤。原因是此病缺少合格的，可供分析应用的遗传性（家族性）肿瘤综合症病例。此外癌原发病灶小，且多为放射治疗，可供手术后研究的肿瘤标本不多等也为主要因素。因此，非特异性的DNA或基因缺失研究常为寻找抑癌基因的主要方法。直到1998年，鼻咽癌抑癌基因的存在和其抑癌功能才得到了证实。研究表明，p53和Rb1基因的DNA突变在此癌中不多见，但p16基因甲基化导致的功能异常颇为常见。后续鼻咽癌抑癌基因的发现，也大多数来源于细胞间的杂交实验和染色体的定位研究。除了p16基因，定位于染色体上3p21.3和其它部位的抑癌基因改变是鼻咽癌发生的主要原因之一。事实上，大多数这些基因并未缺失或突变，仅是甲基化改变而已。
与华人和鼻咽癌有关的抑癌基因成功定位于人类第3号染色体的短臂，促成了中国于1999年参加由七个国家组成的国际人类基因组计划的DNA测序工程，并负责此染色体这一区段的测序工作。该计划的初步完成，又对癌基因，抑癌基因等疾病的易感基因研究工作起到了关键的推动作用。

## 临床应用
虽然已发现了多个抑癌基因，但早年和现代的细胞杂交，染色体转移，基因转染等功能性研究皆证明，纠正和恢复任何抑癌基因的缺陷，都有可能逆转细胞的致癌性。这些研究在肺癌，肠癌，乳腺癌，鼻咽癌等多个肿瘤中得到了广泛的验证，并成为发展肿瘤抑制基因治疗肿瘤的理论根据。以抑癌基因为靶向的基因治疗被认为是未来治疗肿瘤的主要手段。中国是世界上最早允许在人体上进行抑癌基因p53的临床研究的国家之一。

### 引用
1. ↑  （英文）Harris H, Miller OJ, Klein G, Worst P and Tachibana T. . Nature. 1969, 223: 363–368. PMID 5387828.
2. ↑  （英文）Stanbridge EJ. . Nature. 1976, 260: 17–20. PMID 1264187.
3. ↑  （英文）Knudson AG. . Proc Natl Acad of Sci. 1971, 68: (4): 820–3. doi:10.1073. PMID 5279523.
4. ↑  （英文）Murphree AL, Benedict WF. . Science. 1984, 223: (4640): 1028–33. doi:10.1126. PMID 6320372.
5. ↑  （英文）Stanbridge EJ. . Cancer Surv. 1992, 12: 5–24. PMID 1353413.
6. ↑  （英文）Berger AH. . nature. 2011, 476: 163–9. PMID 21833082.
7. ↑  （英文）Smith-Sørensen B, Hovig E. . Hum Mutat. 1996, 7: 294–303. PMID 8723678.
8. 1 2  （英文）Stanbridge EJ. . Cancer Surv. 1992, 12: 5–24. PMID 1353413.
9. ↑  （英文）Smith-Sørensen B, Hovig E. . Hum Mutat. 1996, 7: 294–303. PMID 8723678.
10. 1 2  （英文）Goyette MC, Cho K, Fasching CL, Levy DB, Kinzler KW, Paraskeva C, Vogelstein B and Stanbridge EJ. . Mol Cell Biol. 1992, 12: 1387–1395. PMID 1347643.
11. ↑  （英文）Hanahan D, Weinberg RA. . Cell. 2011, 144: 646–74. PMID 21376230.
12. ↑  （英文）Lo KW, Teo PM, Hui AB, To KF, Tsang YS, Chan SY, Mak KF, Lee JC and Huang DP. . Cancer Res. 2000, 60: 3348–3353. PMID 10910036.
13. 1 2  （英文）Cheng Y, Poulos NE, Lung ML, Hampton G, Ou B, Lerman MI and Stanbridge EJ. . Proc Natl Acad Sci U S A. 1998, 95: 3042–3047. PMID 9501212.
14. 1 2  （英文）Cheng Y, Stanbridge EJ, Kong H, Bengtsson U, Lerman MI and Lung ML. . Genes Chromosomes Cancer. 2000, 28: 82–91. PMID 10738306.
15. ↑  （英文）Lerman MI, Minna JD. . Cancer Res. 2000, 60: 6116–6133. PMID 11085536.
16. ↑  （英文）Lo KW, Kwong J, Hui AB, Chan SY, To KF, Chan AS, Chow LS, Teo PM, Johnson PJ, Huang DP. . Cancer Res. 2001, 28: 82–91. PMID 11358799.
17. ↑  （英文）Berger AH. . nature. 2011, 476: 163–9. PMID 21833082.
18. ↑  （中文）分子肿瘤学为捣毁肿瘤癌症组织不断探索前行 的存檔，存档日期2016-03-05.